# Okręg wyborczy nr 35 do Sejmu Rzeczypospolitej Polskiej (1991–1993)
Okręg wyborczy nr 35 do Sejmu Rzeczypospolitej Polskiej (1991–1993) obejmował  część województwa katowickiego. W ówczesnym kształcie został utworzony w 1991. Wybieranych było w nim 10 posłów w systemie proporcjonalnym.
Siedzibą okręgowej komisji wyborczej był Sosnowiec.

## Wybory parlamentarne 1991
Głosowanie odbyło się 27 października 1991.
| Komitet wyborczy                                      | Komitet wyborczy                                                  | Głosów | %     | Mandaty | Wybrani posłowie                     |
| ----------------------------------------------------- | ----------------------------------------------------------------- | ------ | ----- | ------- | ------------------------------------ |
|                                                       | Sojusz Lewicy Demokratycznej                                      | 58 783 | 19,41 | 2       | Ireneusz Sekuła, Andrzej Szarawarski |
|                                                       | Konfederacja Polski Niepodległej                                  | 40 381 | 13,33 | 2       | Tomasz Karwowski, Jarosław Wartak    |
|                                                       | Unia Demokratyczna                                                | 33 954 | 11,21 | 1       | Jerzy Zdrada                         |
|                                                       | Polskie Stronnictwo Ludowe Sojusz Programowy                      | 19 826 | 6,55  | 1       | Jacek Soska                          |
|                                                       | Niezależny Samorządny Związek Zawodowy „Solidarność”              | 18 541 | 6,12  | 1       | Sławomir Panek                       |
|                                                       | Kongres Liberalno-Demokratyczny                                   | 17 785 | 5,87  | 1       | Andrzej Hardy                        |
|                                                       | Porozumienie Obywatelskie Centrum                                 | 17 025 | 5,62  | 1       | Marek Lasota                         |
|                                                       | Polska Partia Przyjaciół Piwa                                     | 15 940 | 5,26  | 1       | Sławomir Chabiński                   |
|                                                       | Wyborcza Akcja Katolicka                                          | 13 818 | 4,56  | –       |                                      |
|                                                       | Unia Polityki Realnej                                             | 9337   | 3,08  | –       |                                      |
|                                                       | Solidarność Pracy                                                 | 6292   | 2,08  | –       |                                      |
|                                                       | Partia Chrześcijańskich Demokratów                                | 5368   | 1,77  | –       |                                      |
|                                                       | Chrześcijańska Demokracja                                         | 4435   | 1,46  | –       |                                      |
|                                                       | Solidarność 80                                                    | 4089   | 1,35  | –       |                                      |
|                                                       | Polska Partia Ekologiczna – Zieloni                               | 3926   | 1,30  | –       |                                      |
|                                                       | Koalicja Polskiej Partii Ekologicznej i Polskiej Partii Zielonych | 3862   | 1,28  | –       |                                      |
|                                                       | Bezpartyjna Lista Niezależnych                                    | 3763   | 1,24  | –       |                                      |
|                                                       | Ruch Demokratyczno-Społeczny                                      | 3678   | 1,21  | –       |                                      |
|                                                       | Stronnictwo Demokratyczne                                         | 3065   | 1,01  | –       |                                      |
|                                                       | Społeczny Komitet Obrony Praworządności                           | 3007   | 0,99  | –       |                                      |
|                                                       | Regionalny Ruch Komitetów Obywatelskich w Zawierciu               | 2684   | 0,89  | –       |                                      |
|                                                       | Partia Wolności                                                   | 2635   | 0,87  | –       |                                      |
|                                                       | Porozumienie Ludowe                                               | 2545   | 0,84  | –       |                                      |
|                                                       | Zdrowa Polska - Sojusz Ekologiczny                                | 2266   | 0,75  | –       |                                      |
|                                                       | Ruch „Ratunek dla Zagłębia”                                       | 1658   | 0,55  | –       |                                      |
|                                                       | Stronnictwo Narodowe                                              | 1383   | 0,46  | –       |                                      |
|                                                       | Lista Niezależnych z Ruchu Zawodowego                             | 1329   | 0,44  | –       |                                      |
|                                                       | Polski Związek Zachodni                                           | 810    | 0,27  | –       |                                      |
|                                                       | Blok Ludowo-Chrześcijański                                        | 665    | 0,22  | –       |                                      |
| Frekwencja: 44,37% Źródło: Państwowa Komisja Wyborcza |                                                                   |        |       |         |                                      |